# Italica (stolica tytularna)
Italica (łac. Diocesis Italicensis) – stolica historycznej diecezji w prowincji Hispania Baetica erygowanej w I wieku, a skasowanej prawdopodobnie w II wieku. 
Starożytne miasto Italica odpowiada współczesnemu miastu Santiponce w Andaluzji w Hiszpanii. Obecnie katolickie biskupstwo tytularne ustanowione w 1969 przez papieża Pawła VI. 

## Biskupi tytularni
| Lp. | Biskup                      | Funkcja                                    | Od                   | Do                |
| --- | --------------------------- | ------------------------------------------ | -------------------- | ----------------- |
| 1   | Patrick Fernández Flores    | biskup pomocniczy San Antonio (USA)        | 9 maja 1970          | 4 kwietnia 1978   |
| 2   | James Robert Hoffman        | biskup pomocniczy Toledo (USA)             | 18 kwietnia 1978     | 16 grudnia 1980   |
| 3   | Gaetano Bonicelli           | ordynariusz polowy Włoch                   | 21 października 1981 | 14 listopada 1991 |
| 4   | José Manuel Estepa Llaurens | ordynariusz Polowy Hiszpanii               | 18 listopada 1989    | 7 marca 1998      |
| 5   | José Luis Azuaje Ayala      | biskup pomocniczy Barquisimeto (Wenezuela) | 18 marca 1999        | 15 lipca 2006     |
| 6   | Miguel Maury Buendía        | nuncjusz apostolski w Rumunii i Mołdawii   | 19 maja 2008         |                   |